# Trem de pouso convencional
Um trem de pouso convencional é um tipo de trem de pouso de aeronaves que consiste em duas rodas principais à frente do centro de gravidade e uma pequena roda (bequilha) ou sapata na cauda. Em inglês, usa-se também o termo taildragger, apesar de alguns alegarem que este deveria aplicar-se apenas a aeronaves que possuem uma sapata, ao invés de uma roda na cauda.
O termo "convencional" persiste por razões históricas, mas todos os aviões a jato modernos e a maior parte das aeronaves a hélice modernas utilizam o trem de pouso triciclo.

## História

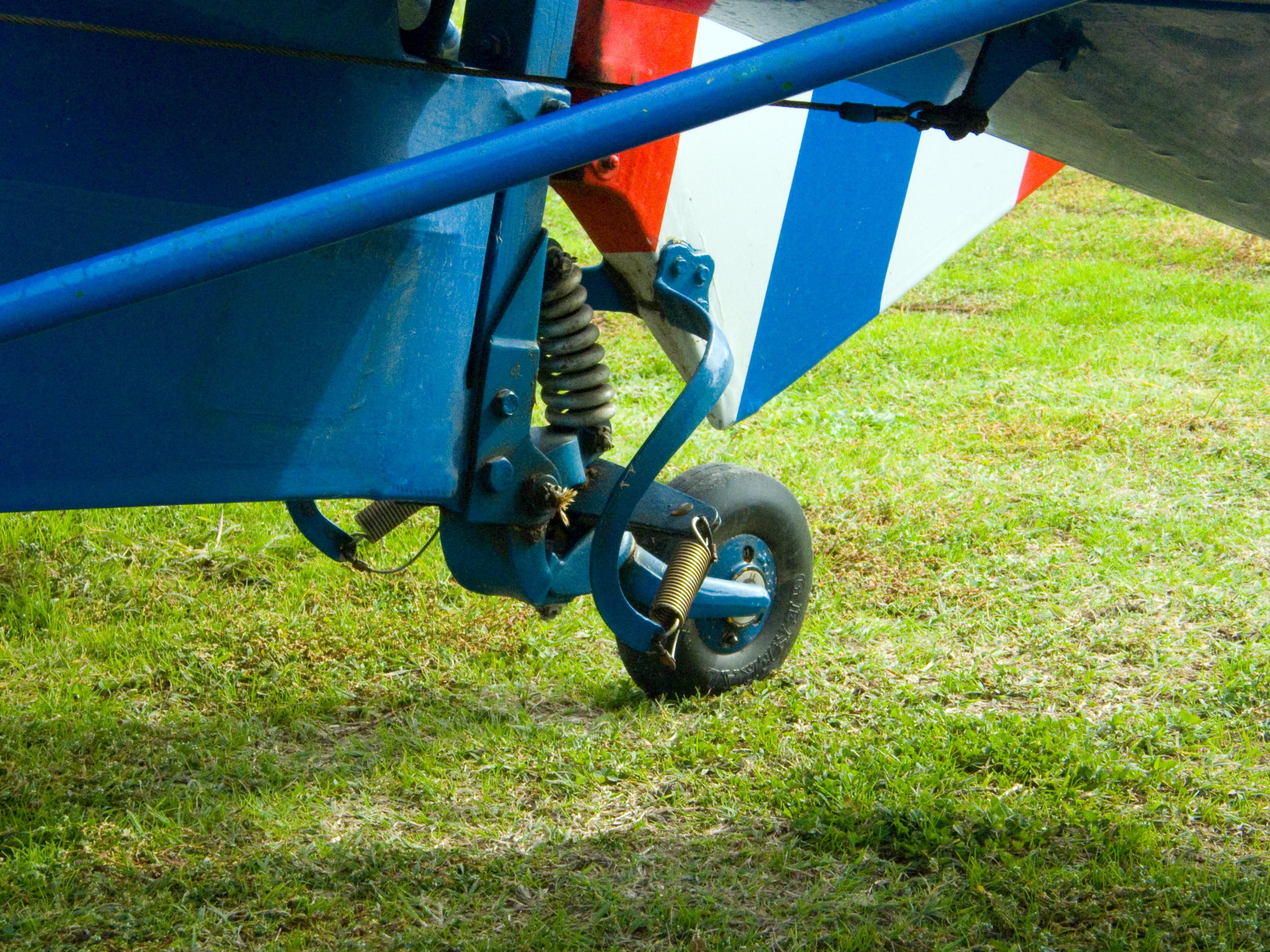
Detalhe da roda traseira
de um biplano Tiger Moth.

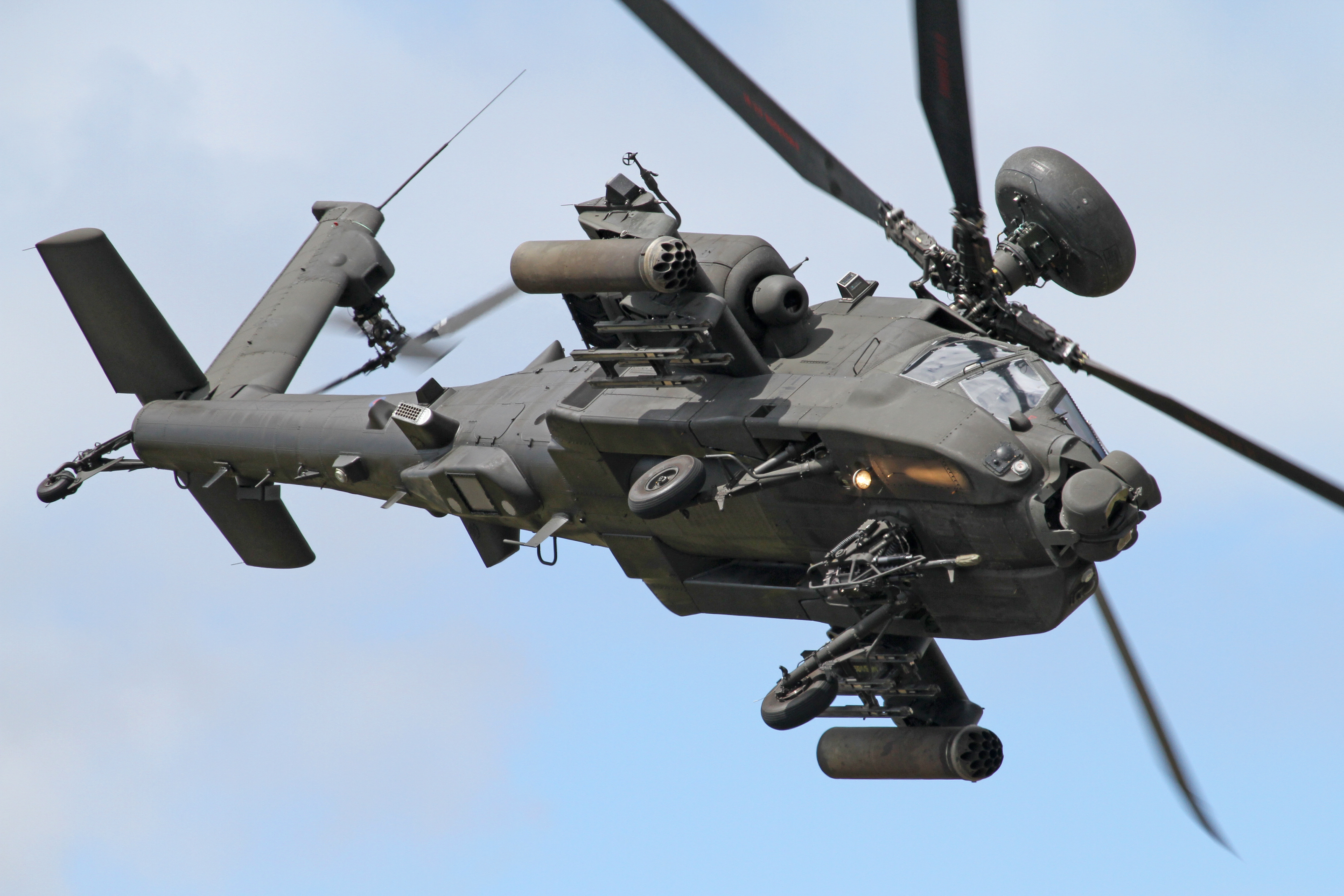
Como muitos helicópteros de ataque, o AgustaWestland Apache tem uma roda na cauda para permitir um arco de tiro da arma desobstruído.

Nas primeiras aeronaves construídas, uma sapata feita de metal ou madeira era usada para suportar a cauda no solo. Em muitas aeronaves modernas com trem de pouso convencional, um pequeno sistema de roda articulado é colocado na parte mais traseira da estrutura da aeronave, no lugar da sapata. Esta roda pode ser controlada pelo piloto através de uma conexão com os pedais do leme, permitindo que ambos movam-se em conjunto.
Antes das aeronaves usarem as rodas na cauda, muitas aeronaves (como um grande número de aeronaves da Primeira Guerra Mundial, tal como o caça Camel) eram equipadas com sapatas manobráveis, operando de uma forma similar à roda. Quando o piloto pressionada o pedal direito do leme - ou o descanso do pé direito de uma "barra do leme" nestas aeronaves - a sapata pivotava para a direita, criando mais arrasto naquele lado, fazendo com que a aeronave curvasse para a direita. Apesar de menos eficaz que uma roda manobrável, dava ao piloto algum controle sobre a direção da máquina enquanto taxiava ou no início da corrida de decolagem, antes de ter fluxo de ar suficiente para que o leme fosse efetivo.
Outra forma de controle, que é menos comum agora do que já foi, é manobrar a aeronave usando "frenagem diferencial", na qual a bequilha é um mecanismo simples e livre, com a aeronave sendo manobrada ao aplicar o freio em uma das rodas principais para curvar naquela direção. Isso também é usado em algumas aeronaves com trem de pouso triciclo, com a triquilha (roda do nariz) sendo a roda livre. Assim como a roda/sapata manobrável, normalmente é integrado aos pedais do leme para permitir uma fácil transição entre o controle da roda e o aerodinâmico.

## Vantagens

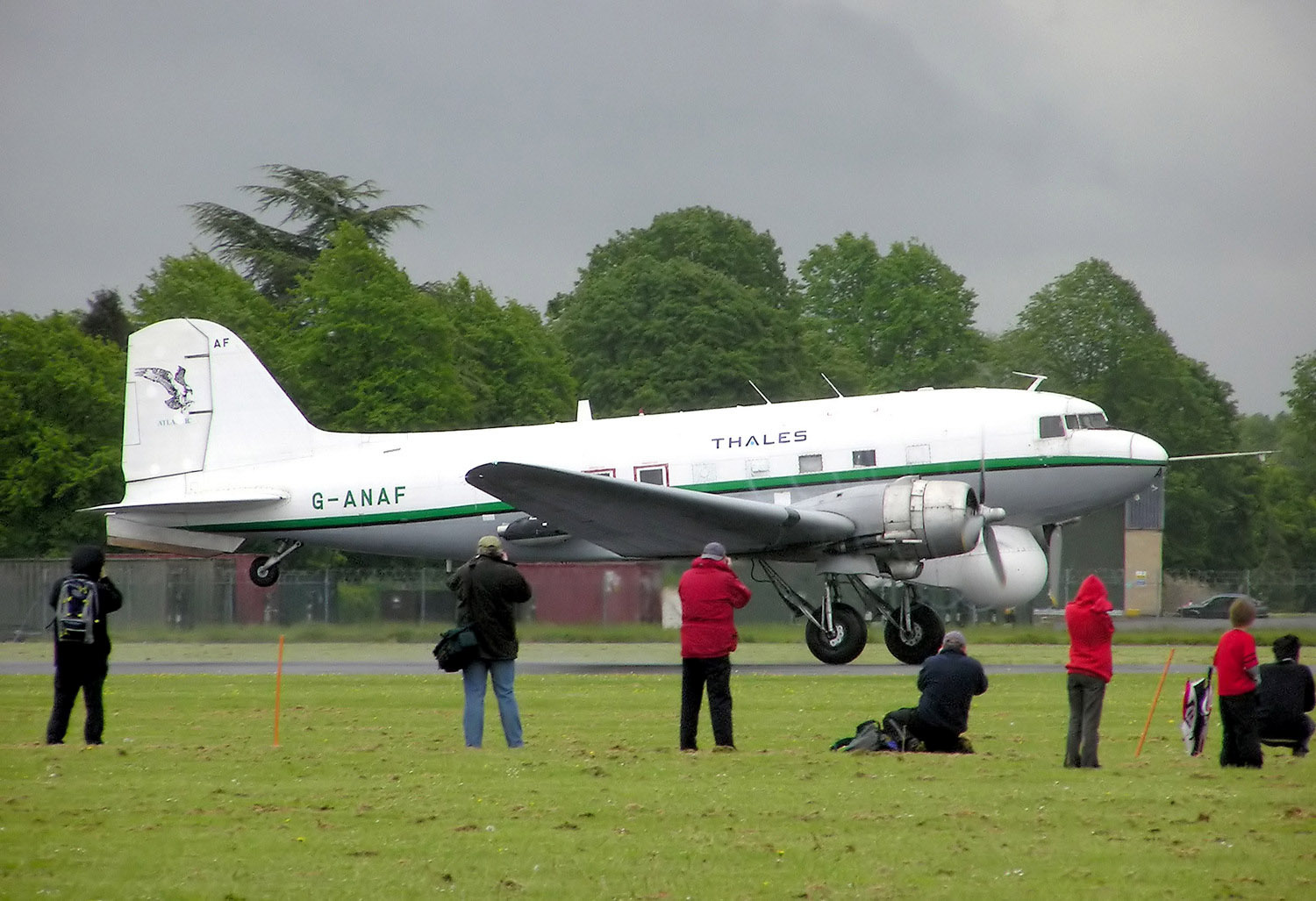
Douglas DC-3, um avião comercial com trem de pouso convencional.

A configuração convencional oferece várias vantagens sobre o arranjo triciclo, que tornam as aeronaves com esta configuração mais baratas para fabricar e manter.
- Devido a sua posição muito além do centro de gravidade, a bequilha suporta uma pequena parte do peso da aeronave, permitindo que ela seja muito menor e mais leve que uma roda no nariz.[2] Como resultado disso, a roda menor pesa menos e causa menos arrasto parasita.[2]
- Devido a forma com que as cargas são distribuídas na estrutura da aeronave enquanto operando em uma superfície não pavimentada, as aeronaves com trem de pouso convencional são mais capazes de manter-se em uso neste tipo de local por um período maior de tempo, sem ocorrer danos à estrutura da aeronave.[2]
- Se uma bequilha falhar durante o pouso, o dano à aeronave será mínimo. Este não é o caso em uma falha de uma roda de nariz, que normalmente resulta em danos à hélice e ao motor.[2]
- Devido à maior distância da hélice para o chão, é menos provável ocorrer danos de pedras batendo na hélice e fuselagem, especialmente ao decolar de pistas de cascalho, tornando-os mais viáveis para voos nestes aeródromos.[2]
- São mais viáveis para a operação com esquis.[2]
- São mais fáceis de caber e manobrar dentro de alguns hangares.[2][4]

## Desvantagens

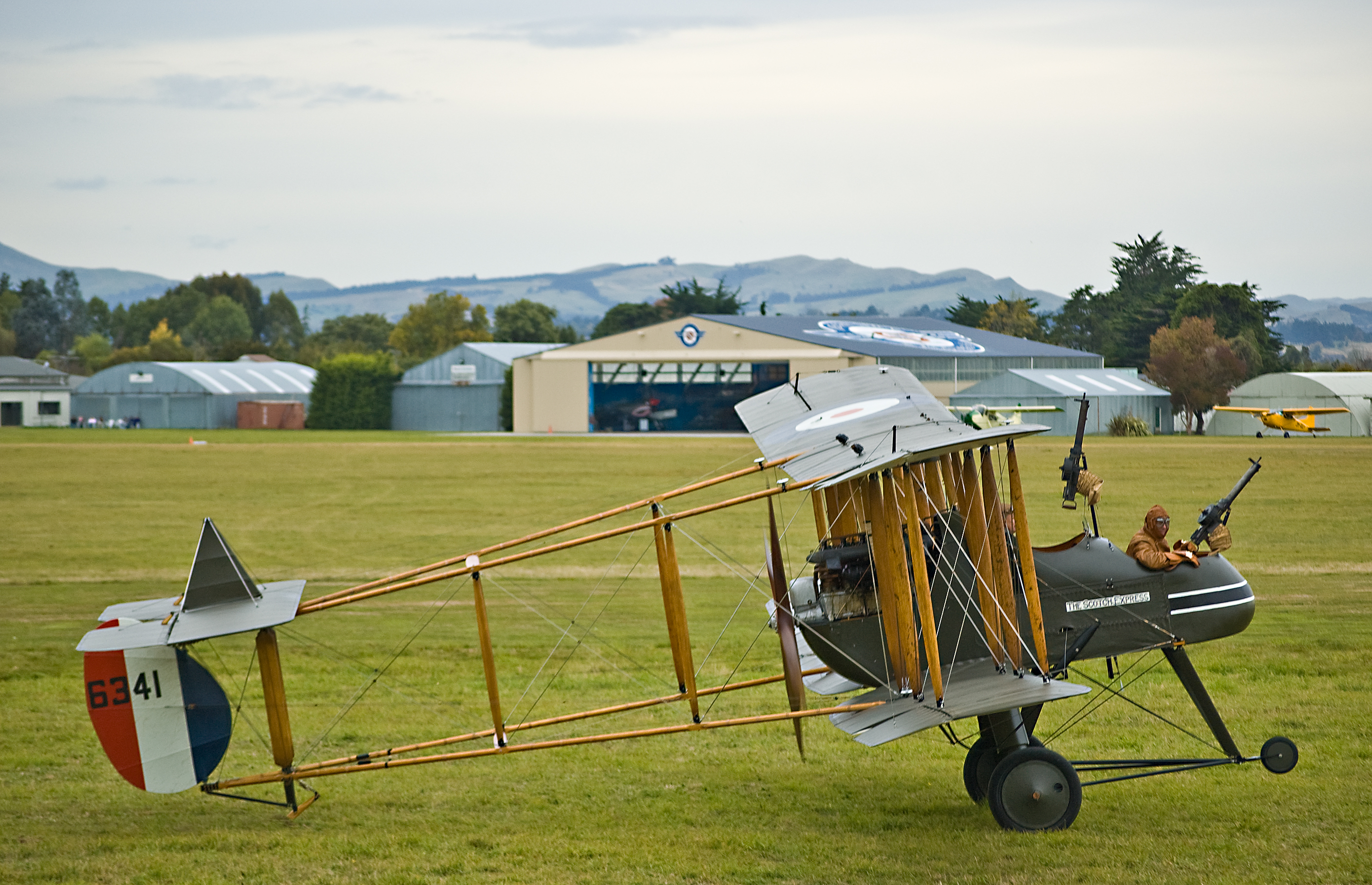
Réplica de um caça F.E.2 da Primeira Guerra Mundial. Esta aeronave usa uma sapata na cauda. A pequena roda na frente é um dispositivo de segurança para evitar pilonamentos.

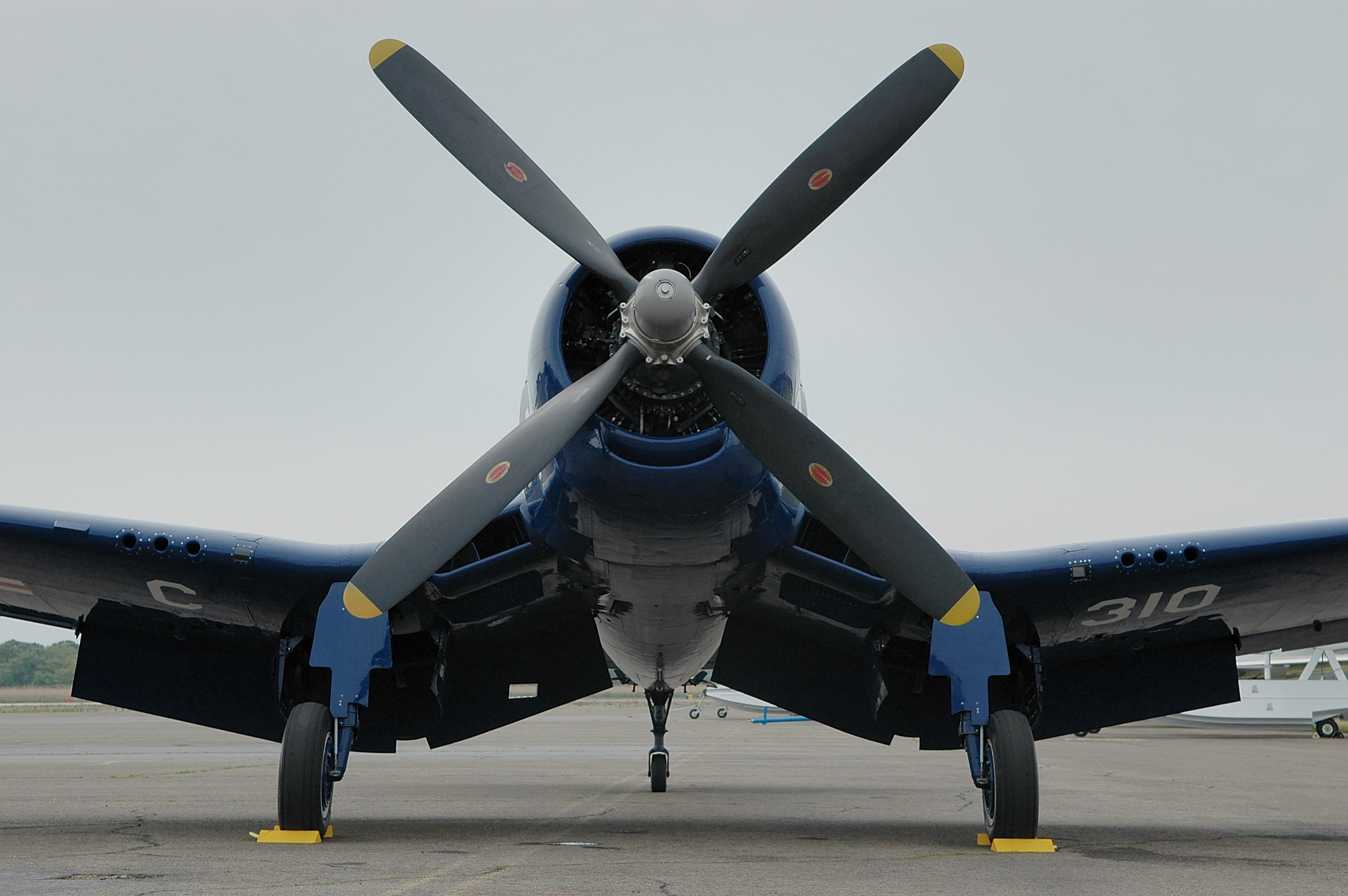
Um Vought F4U Corsair estacionado. Se esta aeronave estivesse taxiando, o piloto não seria capaz de ver o fotógrafo.

O trem de pouso convencional também tem desvantagens, se comparado ao trem de pouso triciclo.
- Aeronaves com trem de pouso convencionais são mais sujeitas a acidentes de pilonagem, devido a aplicações de freio demasiadas pelo piloto.[2]
- Estes modelos também são mais suscetíveis ao ground looping. Isto ocorre quando o controle direcional é perdido no solo e a cauda da aeronave passa o nariz, trocando os lados e às vezes até completando um círculo completo. Este evento pode resultar em danos ao trem de pouso, pneus, pontas de asa, hélice e motor. O ground looping ocorre devido ao momento que existe entre o centro de gravidade da aeronave e o ponto de controle direcional (bequilha), que é muito maior do que em um avião com trem de pouso triciclo. Além disso, algumas aeronaves com trem de pouso convencionais exigem um momento de transição entre o uso do leme e o uso do controle direcional da roda ao passar por um limite de velocidade, pois tanto um como o outro pode se tornar ineficiente em determinadas velocidades.[1][2]
- Sofrem de uma pior visibilidade para frente no solo, se comparados com aeronaves equipadas com trem de pouso triciclo. Frequentemente, isto requer curvas em "S" contínuas no solo para permitir que o piloto veja onde está taxiando.[2]
- São mais difíceis de taxiar durante condições de vento forte, devido ao maior ângulo de ataque da asa, que pode desenvolver mais sustentação em um dos lados, tornando o controle difícil ou até impossível. Também sofrem de uma menor capacidade de operar em ventos cruzados.[2]
- Devido à alta atitude do nariz no solo, os aviões com trem de pouso convencional a hélice são mais adversamente afetados pelo "Fator-P", potência assimétrica causada pelo disco da hélice angulado na direção de seu giro, fazendo com que as pás da hélice gerem mais sustentação para um dos lados, devido aos diferentes ângulos de ataque que a pá atinge ao passar pelo ar. A aeronave então irá ter a tendência de puxar para o lado para onde a hélice gira. Algumas aeronaves não têm eficiência suficiente no leme em alguns regimes de voo (especialmente em altas potências no momento da decolagem) e o piloto deve compensar isso antes que a aeronave comece a guinar. Algumas aeronaves, particularmente as mais antigas como o P-51 Mustang, não pode usar toda a potência na decolagem por não ser capaz de controlar-se em solo. No pouso, este fator não é tão preocupante, mas ao aumentar a potência para abortar um pouso pode induzir uma guinada incontrolável se o piloto não estiver preparado.

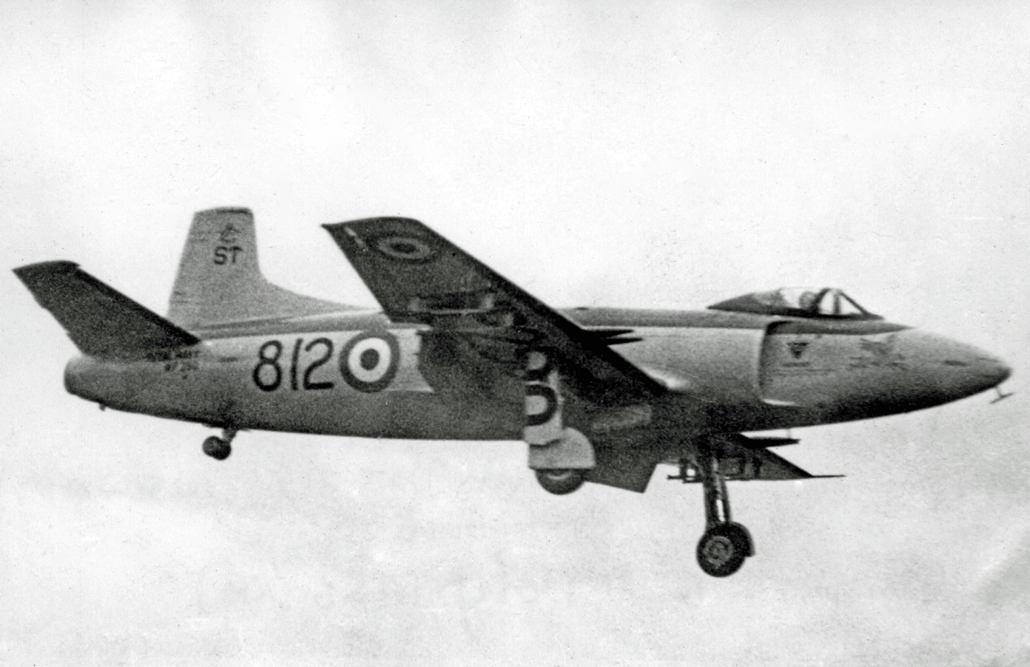
Um Supermarine Attacker da Royal Navy pousando em RNAS Stretton, Inglaterra, 1956.

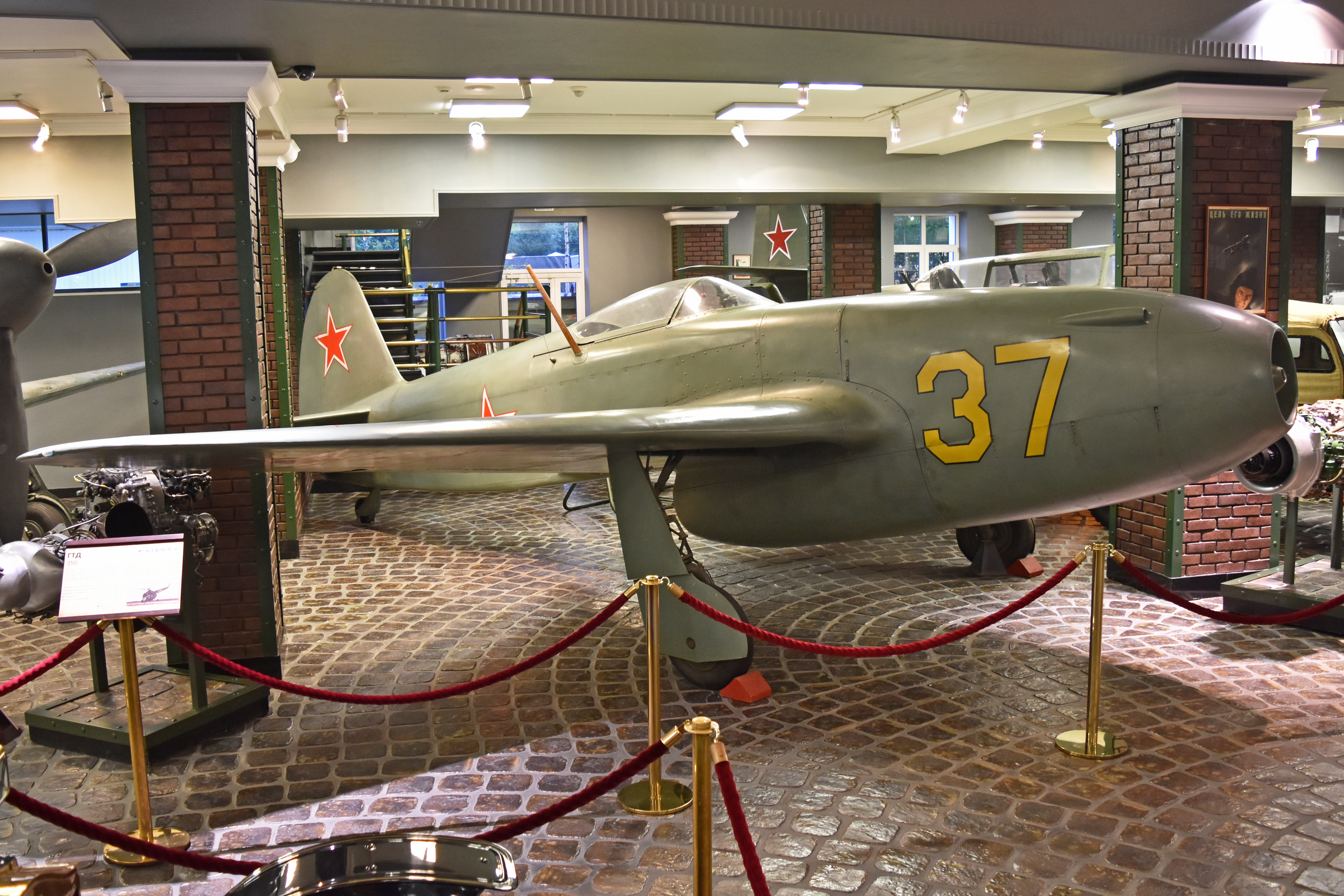
O único Yak-15 sobrevivente. Museu Técnico Vadim Zadorozhny, Moscou, 2012.

## Aeronaves a jato com trem de pouso convencional
Os aviões a jato normalmente não podem usar trem de pouso convencional, pelo fato disto colocar os motores em um alto ângulo, fazendo com que o ar expelido bata no solo e suba de novo ao ar, fazendo com que os profundores não funcionem corretamente. Este problema ocorreu com o terceiro, ou "V3", protótipo do caça alemão Messerschmitt Me 262. Após os quatro primeiros protótipos desta aeronave terem sido construídas com um trem de pouso convencional retrátil, o quinto foi equipado com um trem de pouso triciclo fixo para testes, já com o sexto protótipo e os seguintes recebendo um trem de pouso triciclo retrátil. Um grande número de outras aeronaves experimentais e protótipos tinham trem de pouso convencional, incluindo o primeiro jato bem-sucedido, o Heinkel He 178, a aeronave de pesquisas Ball-Bartoe Jetwing e um único Vickers VC.1 Viking, que foi modificado com motores Rolls Royce Nene para se tornar o primeiro avião comercial a jato.
Poucos exemplos deste tipo de aeronave que entrou em produção e foi utilizado em serviço, incluem o caça naval britânico Supermarine Attacker e o soviético Yakovlev Yak-15. Ambos voaram pela primeira vez em 1946 e tiveram esta configuração por serem desenvolvimentos de aeronaves anteriores a hélice. A configuração do Attacker foi o resultado do uso da asa do Supermarine Spiteful, evitando assim uma modificação cara ou necessidade de novas ferramentas. A exaustão do motor era atrás do profundor e da bequilha, reduzindo os problemas. O Yak-15 foi baseado no Yakovlev Yak-3. Seu motor era montado sob a fuselagem dianteira. Apesar de sua configuração não usual, o Yak-15 era fácil de voar. Apesar de ser um caça, foi principalmente utilizado para preparar pilotos soviéticos para voar em caças mais avançados.

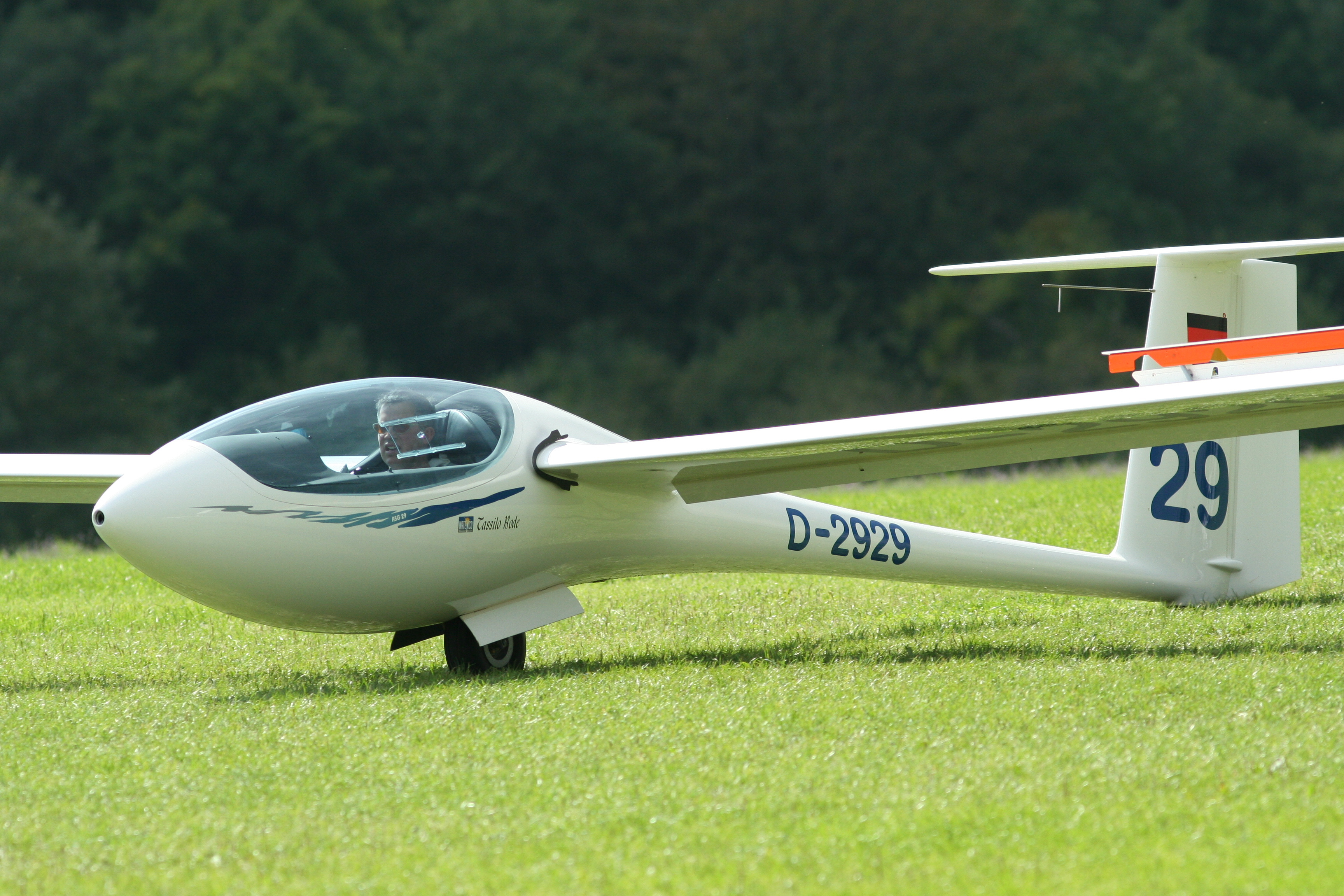
Um planador Schleicher ASG 29 com seu trem de pouso com apenas uma roda.

## Trem de pouso com apenas uma roda
Uma variação deste tipo de trem de pouso é o trem de pouso com apenas uma roda.
Para minimizar o arrasto, muitos planadores modernos tem uma única roda, retrátil ou fixa e centralizada sob a fuselagem, que normalmente é conhecido como "trem monoroda". Este tipo também é usado em algumas aeronaves motorizadas, onde a redução de arrasto é uma prioridade, tal como o Europa XS. Ambos usam pernas de ponta de asa retráteis (com pequenas rodas conectadas) para evitar que as pontas da asa batam no chão. Este modelo pode ter uma roda na cauda (como o Europa) ou no nariz (como o Schleicher ilustrado).  

## Treinamento
Aeronaves com trem de pouso convencional requerem mais treinamento. Este foi um grande fator durante a década de 1950 na troca pela maior parte dos fabricantes de aeronaves para trens de pouso triciclos e por muitos anos, estes têm sido mais populares que os de trem de pouso convencional. Como resultado disso, a maior parte dos pilotos privados aprendem a voar em aeronaves com trem de pouso triciclo (como o Cessna 152 ou Piper Cherokee) para depois aprender a voar em aeronaves com trem de pouso convencional.

## Técnicas
Pousar uma aeronave com trem de pouso convencional pode ser feito de duas formas.
Pousos normais são feitos ao tocar todas as três rodas ao mesmo tempo, chamado de "pouso três pontos". Este método permite pousar na menor distância possível, mas pode ser difícil de realizar em situações de vento cruzado, pelo fato do controle do leme ser severamente reduzido antes que a bequilha se torne efetiva.
A alternativa é chamada de "pouso de pista". Este tipo de pouso requer que o piloto pouse a aeronave em seu trem de pouso principal, enquanto mantendo a bequilha no ar com o profundor para manter um baixo ângulo de ataque. Uma vez que a aeronave tenha desacelerado para garantir que o controle não será perdido, mas ainda acima da velocidade na qual a efetividade do leme é perdida, então a bequilha é baixada ao solo.

## Exemplos
Exemplos de aeronaves com trem de pouso convencional incluem:

### Aviões
- de Havilland Canada DHC-2 Beaver
- Douglas DC-3
- Maule M-7
- Messerschmitt Bf 109
- Piper J-3 Cub
- Supermarine Spitfire

### Helicópteros
- Boeing AH-64 Apache - Helicóptero de ataque
- Sikorsky SH-3 Sea King - Helicóptero anti-submarino

## Modificações de aeronaves com trem de pouso triciclo
Várias modificações são oferecidas para converter muitos aviões equipados com trem de pouso triciclo para trem de pouso convencional. Abaixo, seguem alguns modelos que já possuem essas modificações criadas:
- Cessna 150
- Cessna 152
- Cessna 172
- Cessna 175
- Cessna 182
- Piper PA-22 Tri-Pacer